# Aciagrion zambiense
Aciagrion zambiense – gatunek ważki z rodziny łątkowatych (Coenagrionidae).